# Anisodes plenistigma
Anisodes plenistigma är en fjärilsart som beskrevs av W. Warren 1901. Anisodes plenistigma ingår i släktet Anisodes och familjen mätare. Inga underarter finns listade i Catalogue of Life.